# Eulaema meriana
Eulaema meriana är en biart som först beskrevs av Olivier 1789.  Eulaema meriana ingår i släktet Eulaema, tribus orkidébin, och familjen långtungebin. Inga underarter finns listade.

## Beskrivning
Ett mycket stort, kraftigt byggt bi med svart huvud och kort, tät hårbeklädnad. Bakkroppen är svart med en gul tvärstrimma på var och en av de tre första tergiterna (ovansidans bakkroppssegment). De tre sista tergiterna (fyra sista hos hanen) är täckta med rödbrun päls. Vingarna är mörka, och endast delvis genomskinliga.

## Ekologi
Arten har en varierande grad av eusocialitet, från solitära, en-hone-bon, till större, primitivt sociala strukturer, där flera honor delar bo. Något egentligt samarbete mellan de olika honorna har emellertid inte hittills konstaterats. Enkla bon kan ha så litet som en enda larvcell, medan större bon kan ha minst ett 70-tal. Bona konstrueras i slutna utrymmen i huvudsak ovan jord. Celler, och i förekommande fall skyddsväggar, är uppbyggda av gyttja. Larvcellerna fylls till omkring 2/3 med en blandning av pollen och nektar, som tjänar som näring åt larven.
Arten har påträffats på orkidéerna Stanhopea candida, Stanhopea costaricensis, Stanhopea tricornis och Stanhopea florida i stanhopeasläktet, samt Catasetum discolor och Catasetum longifolium.

## Utbredning
Eulaema meriana är en amerikansk art som förekommer från södra Mexiko (delstaten Guerrero) till Brasilien (med ungefärlig sydgräns i delstaten Espírito Santo) och Chile (söderut till Región de Atacama).